# Solenócito
Solenócito, célula-flama ou célula-chama é um tipo de célula excretora terminal, oca, contendo um grupo de cílios que batem (como uma chama). Estas células captam excretas do espaço intracelular e as lançam em canais excretores, que por sua vez se abrem em poros excretores dorsais. Há também as que possuem apenas um flagelo: os chamados solenócitos.
As células-flama são estruturas típicas de animais dos filos Platyhelminthes. A grande superfície de contato com o meio em relação ao volume desses animais lhes permite que uma estrutura simples (como a célula-flama) tenha sucesso como estrutura excretora de amônia.
Elas tem como função filtrar os fluidos presentes entre as células do parênquima, remover o excesso de água e os resíduos nitrogenados (como a amônia) do metabolismo celular e conduzir os resíduos para os poros excretores.